# Посольство Кубы в России

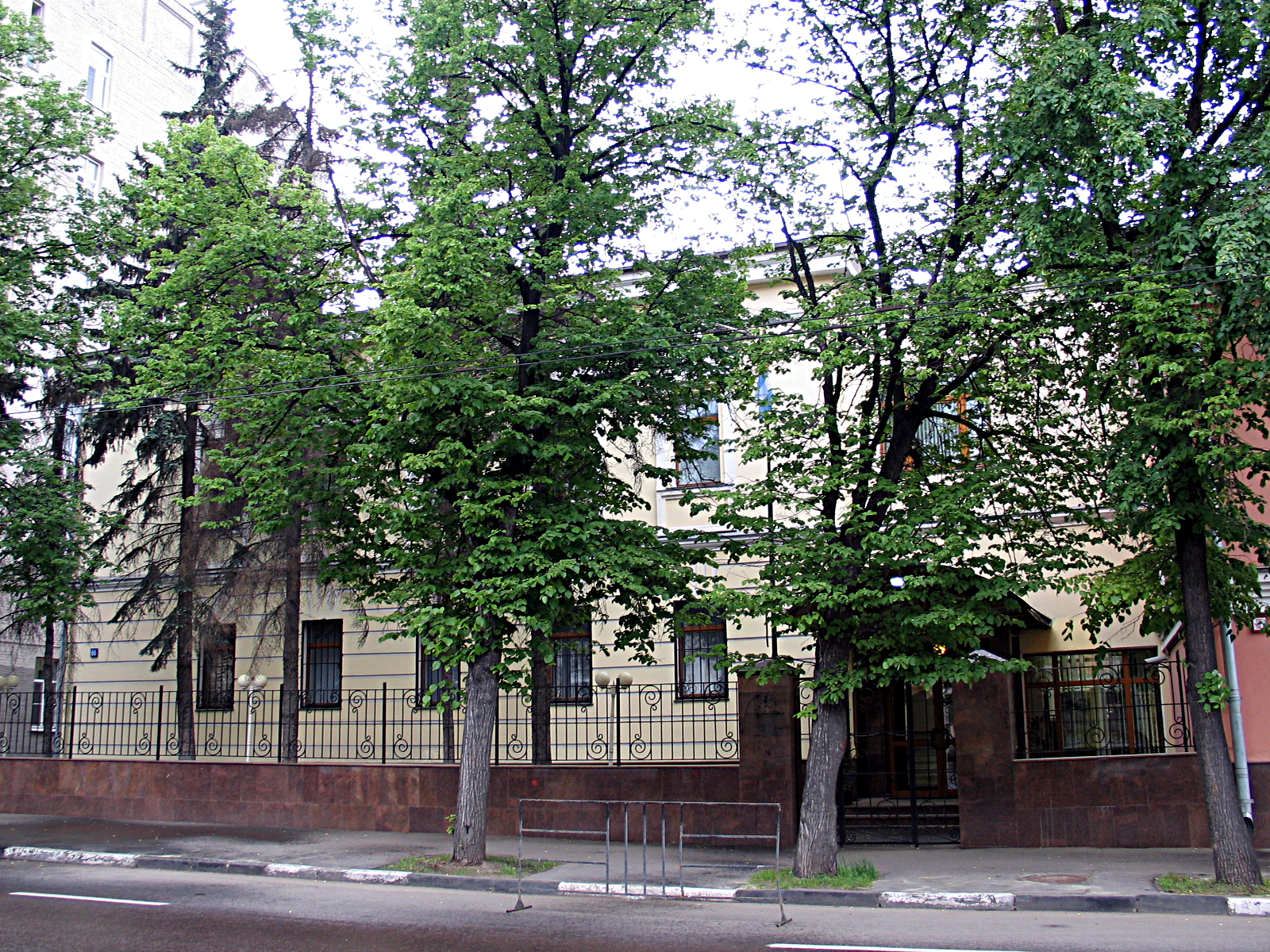
Здание посольства Кубы в Москве (Большая Ордынка, № 66)

Посольство Республики Куба в Российской Федерации (исп. Embajada de Cuba en Rusia) — официальная дипломатическая миссия Кубы в России, расположена в Москве на Якиманке на Большой Ордынке. 
- Адрес посольства: 119017, Москва, улица Большая Ордынка, д. 66

- Чрезвычайный и полномочный посол Республики Куба в Российской Федерации: Хулио Антонио Гармендия Пенья  (с 24 ноября 2020 года)
- Индекс автомобильных дипломатических номеров посольства — 088.

## Послы Кубы в России

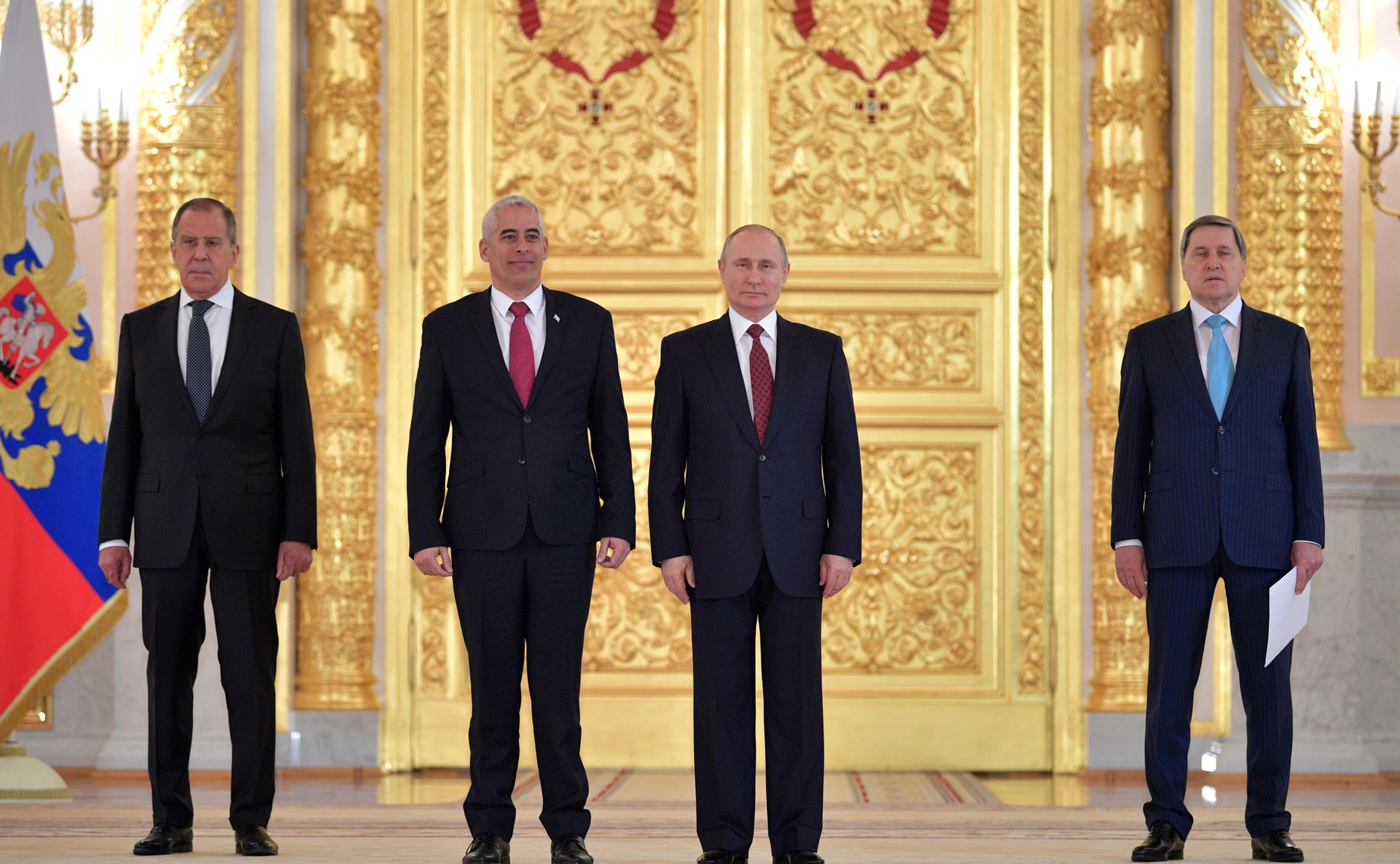
Владимир Путин с послом Кубы в России Херардо Пеньяльвером Порталем, 2018 год

- Фауре Чомон Медьявилья (1959—1962)
- Карлос Оливарес Санчес (1962—1967)
- Рауль Гарсия Пелаес (1967—1973)
- Северо Агирре дель Кристо (1973—1981)
- Лионель Сото Прието (1983—1986)
- Хосе Рамон Балагер (1990—1992)
- Карлос Пальмарола Кордеро (1995—2003)
- Хорхе Марти Мартинес (2003—2008)
- Хуан Вальдес Фигероа (2008—2012)
- Эмилио Лосада Гарсия (2013—2018)
- Херардо Пеньяльвер Порталь (2018—2020)
- Хулио Антонио Гармендия Пенья (2020 — н. в.)